# Kevin De Bruyne
Kevin De Bruyne (IPA: [ˈkɛvɪn də ˈbrœynə]; Drongen, 28 giugno 1991) è un calciatore belga, centrocampista del Napoli e della nazionale belga.
Considerato uno dei migliori centrocampisti della sua generazione, nonché uno dei migliori interpreti di sempre del suo ruolo, è stato inserito per nove volte tra i candidati alla vittoria del Pallone d'oro (dal 2015 al 2019, e dal 2021 al 2024), raggiungendo il podio nel 2022, alle spalle di Sadio Mané e Karim Benzema. Nel 2012 è stato inoltre inserito nella lista dei migliori calciatori nati dal 1991 stilata da Don Balón. Detiene il record, condiviso con Thierry Henry, del maggior numero di assist in una singola stagione di Premier League (20); in generale, risulta uno dei migliori rifinitori nella storia della massima divisione inglese, con oltre 110 assist all'attivo.
Con il Genk ha vinto una Coppa del Belgio (2008-2009), un campionato belga (2010-2011) e una Supercoppa del Belgio (2011), mentre con la maglia del Wolfsburg ha conquistato una Coppa di Germania (2014-2015) e una Supercoppa tedesca (2015); dal 2015 al 2025 ha poi militato nel Manchester City, con cui si è aggiudicato sei campionati inglesi (2017-2018, 2018-2019, 2020-2021, 2021-2022, 2022-2023 e 2023-2024), due Coppe d'Inghilterra (2018-2019 e 2022-2023), cinque Coppe di Lega inglesi (2015-2016, 2017-2018, 2018-2019, 2019-2020, 2020-21), tre Community Shield (2018, 2019, 2024), una UEFA Champions League (2022-2023), una Supercoppa UEFA (2023) e una Coppa del mondo per club FIFA (2023).
Con la nazionale belga ha partecipato a tre Mondiali (2014, 2018, 2022), a tre Europei (2016, 2020, 2024) e a una fase finale della Nations League (2021).

## Biografia
È nato a Drongen, vicino a Gand, in Belgio, da padre e madre belgi fiamminghi. La madre è nata in Burundi: la sua famiglia si trovava lì per via del lavoro del nonno di De Bruyne, impegnato nel settore petrolifero; quando la madre aveva sette anni, la sua famiglia tornò in Europa. De Bruyne parla quattro lingue: olandese, francese, inglese e tedesco.
Dal 2017 è sposato con Michèle Lacroix, con la quale ha avuto tre figli: Mason Milian (2016), Rome (2018) e Suri (2020).
Nel 2014 De Bruyne è stato l'ambasciatore ufficiale delle Special Olympics, tenutesi ad Anversa, partecipando alla campagna di sensibilizzazione contro le discriminazioni subite dagli atleti con disabilità. Ha inoltre aderito al progetto Common Goal, che incoraggia i calciatori a donare almeno l'1% del proprio stipendio a vari enti di beneficienza.

## Caratteristiche tecniche
(Pep Guardiola)
Giocatore destro naturale, ma pressoché ambidestro, ricopre principalmente il ruolo di mezzala e di trequartista, sebbene in talune occasioni ha dato prova della sua versatilità tattica, venendo impiegato anche come centrale di centrocampo, ala o seconda punta.
La sua grande visione di gioco, unita ad un eccellente precisione nei passaggi, lo rendono uno dei migliori assist-man al mondo. Dotato anche di buon dribbling e di un grande controllo di palla, possiede un tiro potente e preciso, con cui spesso riesce a segnare dalla media e lunga distanza. È inoltre un ottimo tiratore di calci piazzati.

## Carriera

### Club

#### Inizi, Genk e prestito al Werder Brema

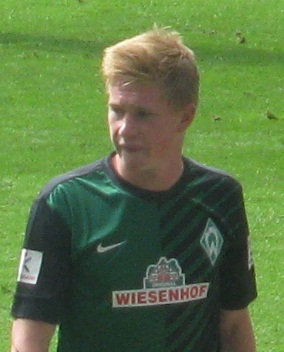
De Bruyne agli esordi con la maglia del nel 2012.

Cresce calcisticamente nel Gent, da cui viene ingaggiato all'età di 12 anni e inserito nel settore giovanile; messosi in luce, due anni più tardi viene acquistato dal Genk, che nel maggio del 2009 lo fa esordire in prima squadra.
Negli anni successivi diventa uno dei punti cardine del club, guadagnandosi l'attenzione del Chelsea, che nel gennaio 2012 lo acquista per 8 milioni di euro, lasciandolo in prestito al Genk fino al termine della stagione. Conclude la sua esperienza in patria con 113 presenze, 17 gol, 36 assist e tre trofei vinti: una Coppa del Belgio (2008-2009), un campionato belga (2010-2011) e una Supercoppa del Belgio (2011). 
Il 31 luglio seguente viene girato in prestito per un anno al Werder Brema, in Bundesliga, dove si impone all'attenzione internazionale, giocando con continuità e mettendo a segno 10 reti in 33 gare di campionato.

#### Chelsea e Wolfsburg

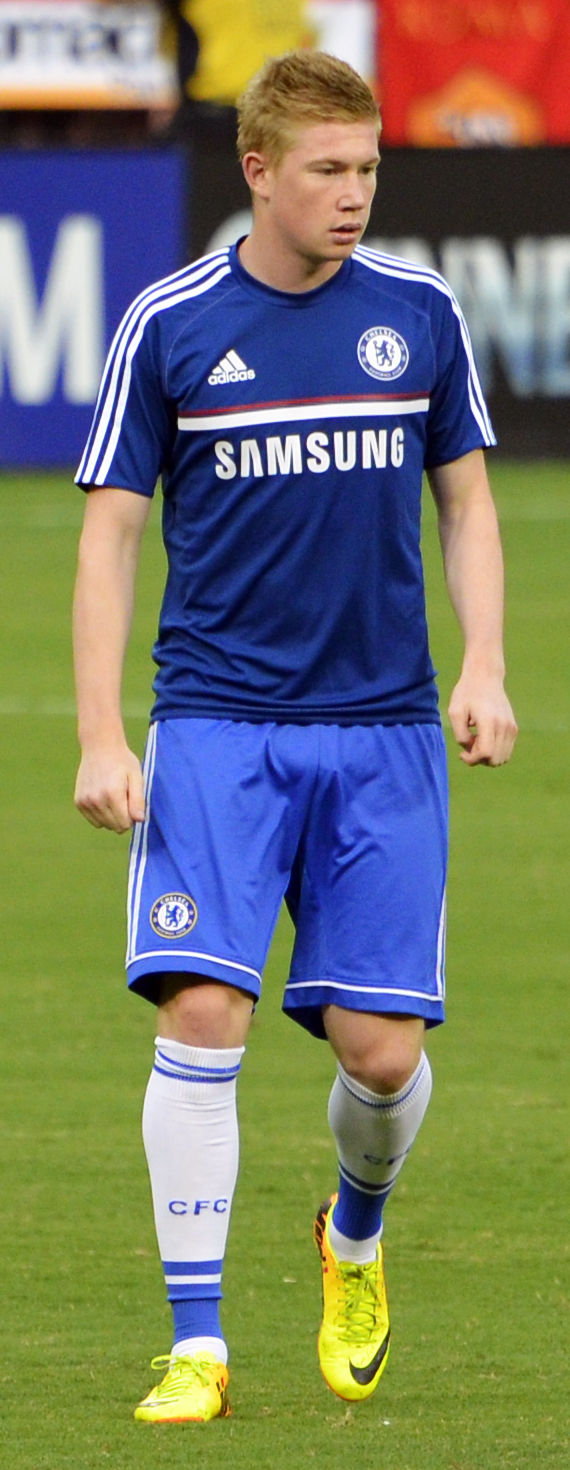
De Bruyne durante un'amichevole con la maglia del nel 2013.

Rientrato al Chelsea, inizia la stagione 2013-2014 sotto la guida di José Mourinho, debuttando in campionato il 18 agosto, nel successo casalingo per 2-0 contro l'Hull City: suo l'assist per il primo gol di Oscar. Tuttavia, nelle gare successive, non trova molto spazio con i Blues, raccogliendo solamente 9 presenze. Dunque, il 18 gennaio 2014, su sua stessa richiesta, il giocatore belga passa ufficialmente al Wolfsburg per 16 milioni di sterline; qui sceglie di indossare la maglia numero 14 e firma un contratto fino al 2019. Esordisce con i tedeschi il 25 dello stesso mese, nella sconfitta interna per 3-1 contro l'Hannover 96. Da gennaio a giugno colleziona 18 presenze, realizzando 3 gol e 7 assist.
L'annata 2014-2015 è, per De Bruyne, quella della definitiva consacrazione come uno dei migliori talenti del panorama europeo. Il 30 gennaio 2015 realizza una doppietta nel successo per 4-1 ai danni del Bayern Monaco, mentre nella gara del 1º marzo vinta per 5-3 contro la sua ex squadra, il Werder Brema, mette a referto ben 3 assist. Il suo rendimento risulta decisivo per l'ottima stagione del Wolfsburg, che in campionato arriva dietro solamente al Bayern, in Coppa di Germania vince la finale contro il Borussia Dortmund per 3-1 (con una rete del belga) e in Europa League giunge fino ai quarti di finale. De Bruyne è uno dei titolari indiscussi della squadra: supera le 50 presenze, con 16 gol e 28 assist; questi numeri gli valgono la nomina di giocatore dell'anno in Germania.
Conclude la sua seconda esperienza tedesca con la conquista della Supercoppa di Germania, vinta il 1º agosto seguente contro il Bayern Monaco. Complessivamente, con la maglia dei Lupi, gioca 73 partite, mettendo a segno 20 reti fra tutte le competizioni.

#### Manchester City

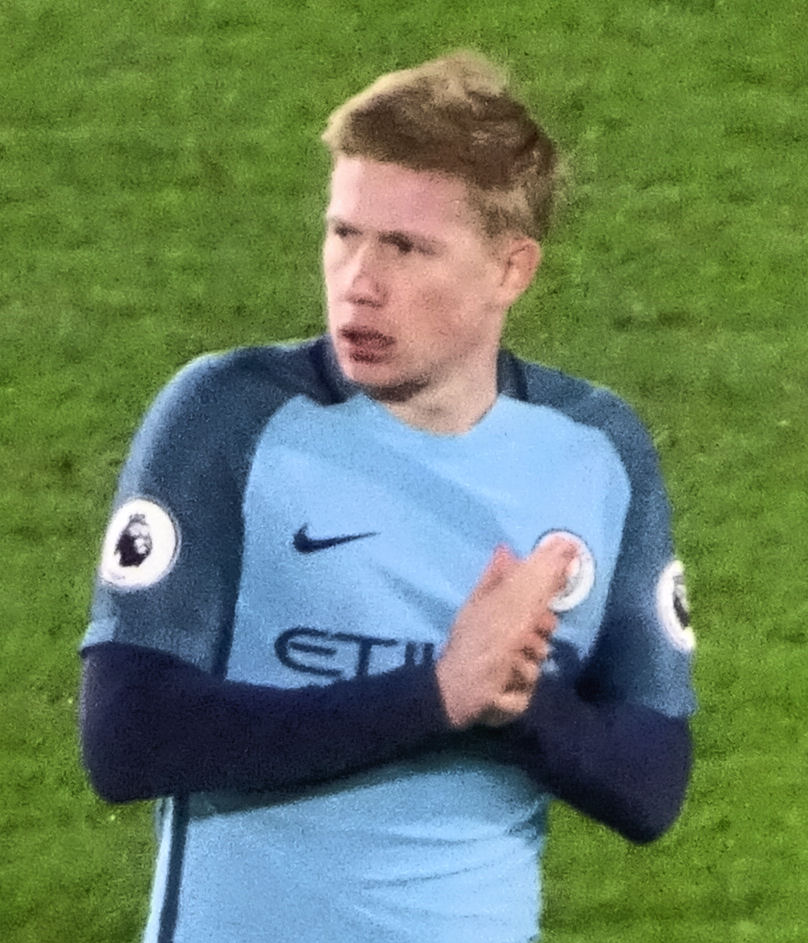
De Bruyne con la maglia del nel 2016.

Il 30 agosto 2015 si trasferisce ufficialmente al Manchester City per circa 78 milioni di euro; firma un contratto di sei anni, scegliendo la maglia numero 17. Nella sua prima stagione con il club inglese colleziona 41 presenze, 16 gol e 13 assist, contribuendo alla conquista della Coppa di Lega.
L'anno successivo, con l'arrivo in panchina di Pep Guardiola, il centrocampista belga arretra il suo raggio d'azione, diminuendo il numero di reti (7 in 49 presenze) ma diventando il fulcro della manovra dei Citizens.
Inizia la stagione 2017-2018 siglando il gol decisivo nella vittoria esterna del City (0-1) sul Chelsea, sua ex squadra, valida per la 7ª giornata di campionato. Confermatosi come uno dei giocatori cardine del club, il 22 gennaio 2018 prolunga il suo contratto con gli Sky Blues fino al giugno 2023. L'annata si conclude con la vittoria della Coppa di Lega e della Premier League. Il bilancio per De Bruyne è di 52 presenze, 12 gol e 21 assist.
Nella stagione 2018-2019 conquista nuovamente il campionato inglese e la Coppa di Lega, oltre a vincere per la prima volta il Community Shield. Il 18 maggio 2019 va anche a segno nella finale di FA Cup vinta per 6-0 contro il Watford.
L'annata successiva vede i Citizens ribadire i successi nel Community Shield e nella Carabao Cup. Il centrocampista belga chiude la stagione con 48 presenze, 16 gol e 22 assist, di cui 20 solo in campionato, che gli permettono di eguagliare il record di Thierry Henry per il maggior numero di assist in una singola edizione della Premier League. Viene inoltre nominato miglior giocatore del campionato e calciatore dell'anno dalla PFA.
Nella stagione 2020-2021 vince la quarta Coppa di Lega consecutiva e il terzo titolo inglese in carriera, realizzando 10 reti e fornendo 18 assist fra tutte le competizioni. Il 7 aprile 2021, inoltre, rinnova il proprio contratto con il Manchester City fino al 2025. Gli Sky Blues concludono l'annata raggiungendo, per la prima volta nella loro storia, la finale di Champions League, dove vengono tuttavia sconfitti per 1-0 dal Chelsea. Nel corso della partita De Bruyne si infortuna gravemente in uno scontro col difensore avversario Antonio Rudiger, in seguito al quale subisce la frattura del setto nasale e dell'orbita oculare. A fine stagione viene premiato per la seconda volta consecutiva come calciatore dell'anno dalla PFA.
Nell'annata 2021-2022 conquista il suo quarto campionato inglese, venendo anche nominato miglior giocatore del torneo. Inoltre, l'11 maggio 2022, realizza per la prima volta un poker di reti, nella vittoria esterna per 5-1 contro il Wolverhampton. A fine anno si piazza al terzo posto della classifica per il Pallone d'oro, dietro Karim Benzema e Sadio Mané.
Nella stagione seguente il Manchester City, oltre a trionfare in FA Cup, vince nuovamente la Premier League; per De Bruyne si tratta del quinto titolo inglese conquistato in carriera. Il 10 giugno 2023, inoltre, disputa la sua seconda finale di Champions League, stavolta contro l'Inter; nell'occasione, tuttavia, il belga è costretto a uscire dal campo dopo 30 minuti, a causa di un infortunio muscolare.
Nonostante ciò, al termine della gara sono gli inglesi a vincere per 1-0, trionfando nella massima competizione continentale per la prima volta nella loro storia e centrando così uno storico treble.
Nell'annata successiva si aggiudica, anche se infortunato, sia la Supercoppa UEFA che la Coppa del Mondo per Club. A fine stagione, inoltre, vince per la sesta volta in carriera il campionato inglese.
Nel gennaio del 2025, in seguito alla partenza di Kyle Walker, diventa il nuovo capitano del Manchester City. Il 4 aprile seguente, dopo 10 anni con la maglia dei Citizens, annuncia il suo addio al club al termine della stagione. Chiude la sua lunga parentesi al City con 422 presenze, 108 gol, 177 assist e 19 trofei conquistati.

#### Napoli
Il 12 giugno 2025 viene ufficializzato il suo trasferimento a parametro zero al Napoli, in Serie A, con decorrenza a partire dal 1º luglio seguente.

### Nazionale

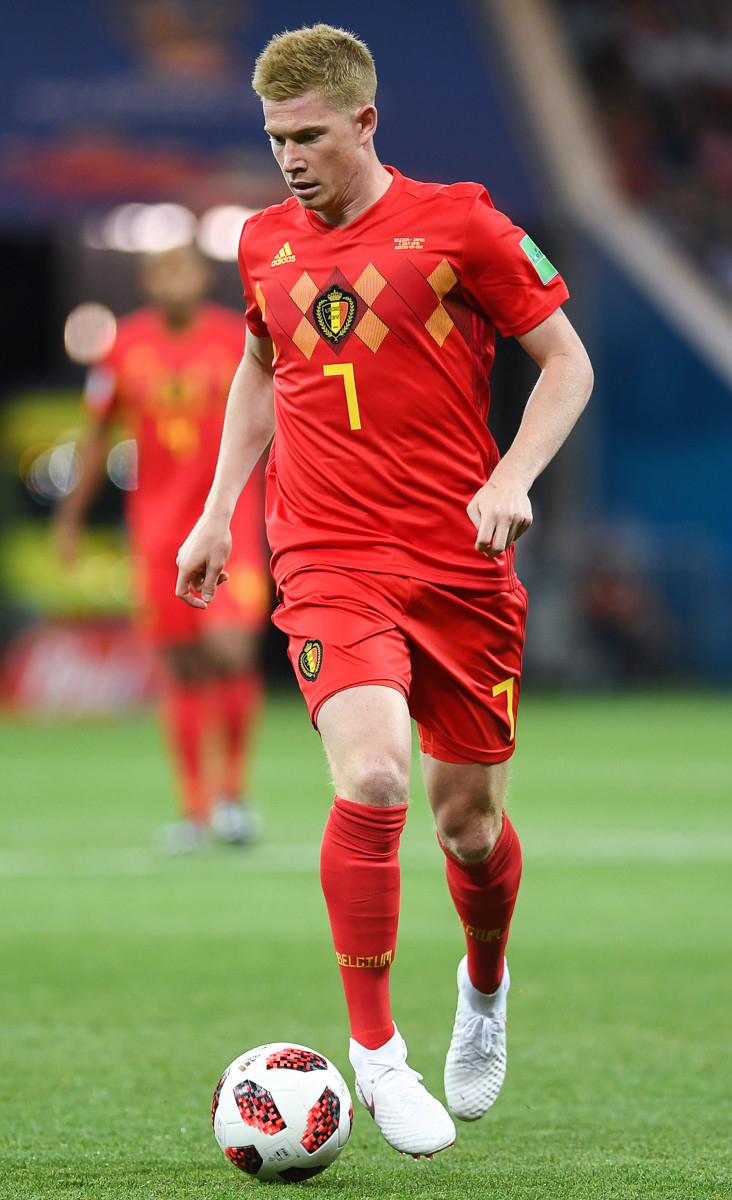
De Bruyne in azione con la maglia del al.

Debutta in nazionale l'11 agosto 2010, in occasione dell'amichevole persa per 1-0 contro la Finlandia. È dal 2012, però, che viene convocato in pianta stabile dai Diavoli Rossi, giocando spesso come titolare, fornendo buone prestazioni e conquistandosi, anche grazie all'ottimo rendimento con il Wolfsburg, la convocazione al Mondiale 2014 in Brasile. De Bruyne mette a segno il suo primo gol nella competizione agli ottavi di finale, giocati contro gli Stati Uniti e vinti per 2-1, aprendo le marcature all'inizio dei tempi supplementari.
Viene convocato anche per gli Europei 2016 in Francia, dove i belgi vengono eliminati ai quarti di finale dal Galles (3-1).
Partecipa poi ai Mondiali 2018 in Russia. Nella partita valevole per i quarti di finale contro il Brasile, vinta col risultato di 2-1, mette a segno la rete decisiva per il passaggio alle semifinali, dove il Belgio viene sconfitto dalla Francia per 1-0. I Diavoli Rossi si aggiudicano, infine, il terzo posto, battendo per 2-0 l'Inghilterra: si tratta del miglior risultato mai raggiunto dal Belgio ai Mondiali.
Convocato dal CT Roberto Martínez per disputare il campionato d'Europa 2020, fa il suo esordio nel torneo il 17 giugno 2021, nella seconda partita della fase a gironi, disputata a Copenaghen e vinta per 2-1 contro la Danimarca; nell'occasione, dopo essere subentrato dalla panchina, fornisce a Thorgan Hazard l'assist per la rete del provvisorio pareggio, dopodiché segna il gol che permette al Belgio di qualificarsi alla fase a eliminazione diretta. Il cammino dei Diavoli Rossi si interrompe poi ai quarti di finale per mano dell'Italia.
Nel novembre del 2022 viene convocato per i Mondiali in Qatar, durante i quali disputa tutte e tre le partite della fase a gironi, conclusasi con l'eliminazione del Belgio. Pochi mesi dopo, nel marzo del 2023, viene nominato capitano in seguito al ritiro di Eden Hazard.
Il 5 giugno 2024 raggiunge quota 100 presenze in nazionale, in occasione dell'amichevole vinta per 2-0 contro il Montenegro, nella quale realizza il primo gol dei belgi. Convocato per Euro 2024, nel corso del torneo scende in campo in tutte e quattro le gare disputate dai Diavoli Rossi, eliminati agli ottavi di finale dalla Francia (1-0); segna anche un gol nella partita della fase a gironi vinta per 2-0 contro la Romania.
Il 6 settembre 2024 realizza una doppietta nel successo per 3-1 in Nations League contro Israele, agganciando al terzo posto della classifica all-time dei migliori marcatori del Belgio Bernard Voorhoof e Paul Van Himst, entrambi a quota 30.

## Statistiche

### Presenze e reti nei club
Statistiche aggiornate al 1º luglio 2025.
| Stagione               | Squadra                | Campionato             | Campionato | Campionato | Coppe nazionali | Coppe nazionali | Coppe nazionali | Coppe continentali | Coppe continentali | Coppe continentali | Altre coppe | Altre coppe | Altre coppe | Totale | Totale |
| Stagione               | Squadra                | Comp                   | Pres       | Reti       | Comp            | Pres            | Reti            | Comp               | Pres               | Reti               | Comp        | Pres        | Reti        | Pres   | Reti   |
| ---------------------- | ---------------------- | ---------------------- | ---------- | ---------- | --------------- | --------------- | --------------- | ------------------ | ------------------ | ------------------ | ----------- | ----------- | ----------- | ------ | ------ |
| 2008-2009              | Genk                   | JL                     | 2          | 0          | CB              | 0               | 0               | -                  | -                  | -                  | -           | -           | -           | 2      | 0      |
| 2009-2010              | Genk                   | JL                     | 26+9       | 1+2        | CB              | 2               | 0               | UEL                | 2                  | 0                  | SB          | 1           | 0           | 40     | 3      |
| 2010-2011              | Genk                   | JL                     | 22+10      | 4+1        | CB              | 0               | 0               | UEL                | 3                  | 1                  | -           | -           | -           | 35     | 6      |
| 2011-2012              | Genk                   | JL                     | 22+6       | 8+0        | CB              | 1               | 0               | UCL                | 6                  | 0                  | SB          | 1           | 0           | 36     | 8      |
| Totale Genk            | Totale Genk            | Totale Genk            | 72+25      | 13+3       |                 | 3               | 0               |                    | 11                 | 1                  |             | 2           | 0           | 113    | 17     |
| 2012-2013              | Werder Brema           | BL                     | 33         | 10         | CG              | 1               | 0               | -                  | -                  | -                  | -           | -           | -           | 34     | 10     |
| 2013-gen. 2014         | Chelsea                | PL                     | 3          | 0          | FACup+CdL       | 0+3             | 0               | UCL                | 3                  | 0                  | SU          | 0           | 0           | 9      | 0      |
| gen.-giu. 2014         | Wolfsburg              | BL                     | 16         | 3          | CG              | 2               | 0               | -                  | -                  | -                  | -           | -           | -           | 18     | 3      |
| 2014-2015              | Wolfsburg              | BL                     | 34         | 10         | CG              | 6               | 1               | UEL                | 11                 | 5                  | -           | -           | -           | 51     | 16     |
| ago. 2015              | Wolfsburg              | BL                     | 2          | 0          | CG              | 1               | 1               | UCL                | 0                  | 0                  | SG          | 1           | 0           | 4      | 1      |
| Totale Wolfsburg       | Totale Wolfsburg       | Totale Wolfsburg       | 52         | 13         |                 | 9               | 2               |                    | 11                 | 5                  |             | 1           | 0           | 73     | 20     |
| ago. 2015-2016         | Manchester City        | PL                     | 25         | 7          | FACup+CdL       | 1+5             | 1+5             | UCL                | 10                 | 3                  | -           | -           | -           | 41     | 16     |
| 2016-2017              | Manchester City        | PL                     | 36         | 6          | FACup+CdL       | 5+1             | 0               | UCL                | 7                  | 1                  | -           | -           | -           | 49     | 7      |
| 2017-2018              | Manchester City        | PL                     | 37         | 8          | FACup+CdL       | 3+4             | 1+2             | UCL                | 8                  | 1                  | -           | -           | -           | 52     | 12     |
| 2018-2019              | Manchester City        | PL                     | 19         | 2          | FACup+CdL       | 4+5             | 2+2             | UCL                | 4                  | 0                  | CS          | 0           | 0           | 32     | 6      |
| 2019-2020              | Manchester City        | PL                     | 35         | 13         | FACup+CdL       | 2+3             | 1+0             | UCL                | 7                  | 2                  | CS          | 1           | 0           | 48     | 16     |
| 2020-2021              | Manchester City        | PL                     | 25         | 6          | FACup+CdL       | 3+4             | 0+1             | UCL                | 8                  | 3                  | -           | -           | -           | 40     | 10     |
| 2021-2022              | Manchester City        | PL                     | 30         | 15         | FACup+CdL       | 3+2             | 1+1             | UCL                | 10                 | 2                  | CS          | 0           | 0           | 45     | 19     |
| 2022-2023              | Manchester City        | PL                     | 32         | 7          | FACup+CdL       | 4+2             | 1+0             | UCL                | 10                 | 2                  | CS          | 1           | 0           | 49     | 10     |
| 2023-2024              | Manchester City        | PL                     | 18         | 4          | FACup+CdL       | 5+0             | 0               | UCL                | 2                  | 2                  | CS+SU+Cmc   | 1+0+0       | 0           | 26     | 6      |
| 2024-2025              | Manchester City        | PL                     | 28         | 4          | FACup+CdL       | 4+0             | 2+0             | UCL                | 7                  | 0                  | CS+Cmc      | 1+0         | 0           | 40     | 6      |
| Totale Manchester City | Totale Manchester City | Totale Manchester City | 285        | 72         |                 | 60              | 20              |                    | 73                 | 16                 |             | 4           | 0           | 422    | 108    |
| 2025-2026              | Napoli                 | A                      | -          | -          | CI              | -               | -               | UCL                | -                  | -                  | SI          | -           | -           | -      | -      |
| Totale carriera        | Totale carriera        | Totale carriera        | 470        | 111        |                 | 76              | 22              |                    | 98                 | 22                 |             | 7           | 0           | 651    | 155    |

### Cronologia presenze e reti in nazionale
| Cronologia completa delle presenze e delle reti in nazionale ― Belgio | Cronologia completa delle presenze e delle reti in nazionale ― Belgio | Cronologia completa delle presenze e delle reti in nazionale ― Belgio | Cronologia completa delle presenze e delle reti in nazionale ― Belgio | Cronologia completa delle presenze e delle reti in nazionale ― Belgio | Cronologia completa delle presenze e delle reti in nazionale ― Belgio | Cronologia completa delle presenze e delle reti in nazionale ― Belgio | Cronologia completa delle presenze e delle reti in nazionale ― Belgio |
| Data                                                                  | Città                                                                 | In casa                                                               | Risultato                                                             | Ospiti                                                                | Competizione                                                          | Reti                                                                  | Note                                                                  |
| --------------------------------------------------------------------- | --------------------------------------------------------------------- | --------------------------------------------------------------------- | --------------------------------------------------------------------- | --------------------------------------------------------------------- | --------------------------------------------------------------------- | --------------------------------------------------------------------- | --------------------------------------------------------------------- |
| 11-8-2010                                                             | Turku                                                                 | Finlandia                                                             | 1 – 0                                                                 | Belgio                                                                | Amichevole                                                            | -                                                                     | 46’                                                                   |
| 11-11-2011                                                            | Liegi                                                                 | Belgio                                                                | 2 – 1                                                                 | Romania                                                               | Amichevole                                                            | -                                                                     | 79’                                                                   |
| 15-8-2012                                                             | Bruxelles                                                             | Belgio                                                                | 4 – 2                                                                 | Paesi Bassi                                                           | Amichevole                                                            | -                                                                     | 56’                                                                   |
| 7-9-2012                                                              | Cardiff                                                               | Galles                                                                | 0 – 2                                                                 | Belgio                                                                | Qual. Mondiali 2014                                                   | -                                                                     | 64’                                                                   |
| 11-9-2012                                                             | Bruxelles                                                             | Belgio                                                                | 1 – 1                                                                 | Croazia                                                               | Qual. Mondiali 2014                                                   | -                                                                     | 72’                                                                   |
| 12-10-2012                                                            | Belgrado                                                              | Serbia                                                                | 0 – 3                                                                 | Belgio                                                                | Qual. Mondiali 2014                                                   | 1                                                                     | 87’                                                                   |
| 16-10-2012                                                            | Bruxelles                                                             | Belgio                                                                | 2 – 0                                                                 | Scozia                                                                | Qual. Mondiali 2014                                                   | -                                                                     |                                                                       |
| 14-11-2012                                                            | Bucarest                                                              | Romania                                                               | 2 – 1                                                                 | Belgio                                                                | Amichevole                                                            | -                                                                     |                                                                       |
| 6-2-2013                                                              | Bruges                                                                | Belgio                                                                | 2 – 1                                                                 | Slovacchia                                                            | Amichevole                                                            | -                                                                     | 62’                                                                   |
| 22-3-2013                                                             | Skopje                                                                | Macedonia                                                             | 0 – 2                                                                 | Belgio                                                                | Qual. Mondiali 2014                                                   | 1                                                                     |                                                                       |
| 26-3-2013                                                             | Bruxelles                                                             | Belgio                                                                | 1 – 0                                                                 | Macedonia                                                             | Qual. Mondiali 2014                                                   | -                                                                     |                                                                       |
| 29-5-2013                                                             | Cleveland                                                             | Stati Uniti                                                           | 2 – 4                                                                 | Belgio                                                                | Amichevole                                                            | -                                                                     | 68’                                                                   |
| 7-6-2013                                                              | Bruxelles                                                             | Belgio                                                                | 2 – 1                                                                 | Serbia                                                                | Qual. Mondiali 2014                                                   | 1                                                                     | 82’                                                                   |
| 14-8-2013                                                             | Bruxelles                                                             | Belgio                                                                | 0 – 0                                                                 | Francia                                                               | Amichevole                                                            | -                                                                     | 85’                                                                   |
| 6-9-2013                                                              | Glasgow                                                               | Scozia                                                                | 0 – 2                                                                 | Belgio                                                                | Qual. Mondiali 2014                                                   | -                                                                     |                                                                       |
| 11-10-2013                                                            | Zagabria                                                              | Croazia                                                               | 1 – 2                                                                 | Belgio                                                                | Qual. Mondiali 2014                                                   | -                                                                     | 65’                                                                   |
| 15-10-2013                                                            | Bruxelles                                                             | Belgio                                                                | 1 – 1                                                                 | Galles                                                                | Qual. Mondiali 2014                                                   | 1                                                                     |                                                                       |
| 14-11-2013                                                            | Bruxelles                                                             | Belgio                                                                | 0 – 2                                                                 | Colombia                                                              | Amichevole                                                            | -                                                                     | 58’                                                                   |
| 19-11-2013                                                            | Bruxelles                                                             | Belgio                                                                | 2 – 3                                                                 | Giappone                                                              | Amichevole                                                            | -                                                                     | 62’                                                                   |
| 5-3-2014                                                              | Bruxelles                                                             | Belgio                                                                | 2 – 2                                                                 | Costa d'Avorio                                                        | Amichevole                                                            | -                                                                     |                                                                       |
| 26-5-2014                                                             | Genk                                                                  | Belgio                                                                | 5 – 1                                                                 | Lussemburgo                                                           | Amichevole                                                            | 1                                                                     |                                                                       |
| 1-6-2014                                                              | Solna                                                                 | Svezia                                                                | 0 – 2                                                                 | Belgio                                                                | Amichevole                                                            | -                                                                     |                                                                       |
| 17-6-2014                                                             | Belo Horizonte                                                        | Algeria                                                               | 1 – 2                                                                 | Belgio                                                                | Mondiali 2014 - 1º turno                                              | -                                                                     |                                                                       |
| 22-6-2014                                                             | Rio de Janeiro                                                        | Belgio                                                                | 1 – 0                                                                 | Russia                                                                | Mondiali 2014 - 1º turno                                              | -                                                                     |                                                                       |
| 1-7-2014                                                              | Salvador                                                              | Stati Uniti                                                           | 1 – 2 dts                                                             | Belgio                                                                | Mondiali 2014 - Ottavi di finale                                      | 1                                                                     |                                                                       |
| 5-7-2014                                                              | Brasilia                                                              | Argentina                                                             | 1 – 0                                                                 | Belgio                                                                | Mondiali 2014 - Quarti di finale                                      | -                                                                     |                                                                       |
| 4-9-2014                                                              | Liegi                                                                 | Belgio                                                                | 2 – 0                                                                 | Australia                                                             | Amichevole                                                            | -                                                                     |                                                                       |
| 10-10-2014                                                            | Bruxelles                                                             | Belgio                                                                | 6 – 0                                                                 | Andorra                                                               | Qual. Euro 2016                                                       | 2                                                                     |                                                                       |
| 13-10-2014                                                            | Zenica                                                                | Bosnia ed Erzegovina                                                  | 1 – 1                                                                 | Belgio                                                                | Qual. Euro 2016                                                       | -                                                                     |                                                                       |
| 16-11-2014                                                            | Bruxelles                                                             | Belgio                                                                | 0 – 0                                                                 | Galles                                                                | Qual. Euro 2016                                                       | -                                                                     |                                                                       |
| 28-3-2015                                                             | Bruxelles                                                             | Belgio                                                                | 5 – 0                                                                 | Cipro                                                                 | Qual. Euro 2016                                                       | -                                                                     |                                                                       |
| 31-3-2015                                                             | Gerusalemme                                                           | Israele                                                               | 0 – 1                                                                 | Belgio                                                                | Qual. Euro 2016                                                       | -                                                                     |                                                                       |
| 12-6-2015                                                             | Cardiff                                                               | Galles                                                                | 1 – 0                                                                 | Belgio                                                                | Qual. Euro 2016                                                       | -                                                                     |                                                                       |
| 3-9-2015                                                              | Bruxelles                                                             | Belgio                                                                | 3 – 1                                                                 | Bosnia ed Erzegovina                                                  | Qual. Euro 2016                                                       | 1                                                                     | 89’                                                                   |
| 6-9-2015                                                              | Nicosia                                                               | Cipro                                                                 | 0 – 1                                                                 | Belgio                                                                | Qual. Euro 2016                                                       | -                                                                     |                                                                       |
| 10-10-2015                                                            | Andorra la Vella                                                      | Andorra                                                               | 1 – 4                                                                 | Belgio                                                                | Qual. Euro 2016                                                       | 1                                                                     |                                                                       |
| 13-10-2015                                                            | Bruxelles                                                             | Belgio                                                                | 3 – 1                                                                 | Israele                                                               | Qual. Euro 2016                                                       | 1                                                                     | 32’                                                                   |
| 13-11-2015                                                            | Bruxelles                                                             | Belgio                                                                | 3 – 1                                                                 | Italia                                                                | Amichevole                                                            | 1                                                                     |                                                                       |
| 28-5-2016                                                             | Ginevra                                                               | Svizzera                                                              | 1 – 2                                                                 | Belgio                                                                | Amichevole                                                            | 1                                                                     |                                                                       |
| 1-6-2016                                                              | Bruxelles                                                             | Belgio                                                                | 1 – 1                                                                 | Finlandia                                                             | Amichevole                                                            | -                                                                     |                                                                       |
| 5-6-2016                                                              | Bruxelles                                                             | Belgio                                                                | 3 – 2                                                                 | Norvegia                                                              | Amichevole                                                            | -                                                                     |                                                                       |
| 13-6-2016                                                             | Lione                                                                 | Belgio                                                                | 0 – 2                                                                 | Italia                                                                | Euro 2016 - 1º turno                                                  | -                                                                     |                                                                       |
| 18-6-2016                                                             | Bordeaux                                                              | Belgio                                                                | 3 – 0                                                                 | Irlanda                                                               | Euro 2016 - 1º turno                                                  | -                                                                     |                                                                       |
| 22-6-2016                                                             | Nizza                                                                 | Svezia                                                                | 0 – 1                                                                 | Belgio                                                                | Euro 2016 - 1º turno                                                  | -                                                                     |                                                                       |
| 26-6-2016                                                             | Tolosa                                                                | Ungheria                                                              | 0 – 4                                                                 | Belgio                                                                | Euro 2016 - Ottavi di finale                                          | -                                                                     |                                                                       |
| 1-7-2016                                                              | Lilla                                                                 | Galles                                                                | 3 – 1                                                                 | Belgio                                                                | Euro 2016 - Quarti di finale                                          | -                                                                     |                                                                       |
| 1-9-2016                                                              | Bruxelles                                                             | Belgio                                                                | 0 – 2                                                                 | Spagna                                                                | Amichevole                                                            | -                                                                     | 86’                                                                   |
| 6-9-2016                                                              | Nicosia                                                               | Cipro                                                                 | 0 – 3                                                                 | Belgio                                                                | Qual. Mondiali 2018                                                   | -                                                                     |                                                                       |
| 9-11-2016                                                             | Amsterdam                                                             | Paesi Bassi                                                           | 1 – 1                                                                 | Belgio                                                                | Amichevole                                                            | -                                                                     | 64’                                                                   |
| 13-11-2016                                                            | Bruxelles                                                             | Belgio                                                                | 8 – 1                                                                 | Estonia                                                               | Qual. Mondiali 2018                                                   | -                                                                     |                                                                       |
| 5-6-2017                                                              | Bruxelles                                                             | Belgio                                                                | 2 – 1                                                                 | Rep. Ceca                                                             | Amichevole                                                            | -                                                                     |                                                                       |
| 9-6-2017                                                              | Tallinn                                                               | Estonia                                                               | 0 – 2                                                                 | Belgio                                                                | Qual. Mondiali 2018                                                   | -                                                                     |                                                                       |
| 31-8-2017                                                             | Liegi                                                                 | Belgio                                                                | 9 – 0                                                                 | Gibilterra                                                            | Qual. Mondiali 2018                                                   | -                                                                     | 84’                                                                   |
| 3-9-2017                                                              | Atene                                                                 | Grecia                                                                | 1 – 2                                                                 | Belgio                                                                | Qual. Mondiali 2018                                                   | -                                                                     | 90+2’                                                                 |
| 7-10-2017                                                             | Sarajevo                                                              | Bosnia ed Erzegovina                                                  | 3 – 4                                                                 | Belgio                                                                | Qual. Mondiali 2018                                                   | -                                                                     |                                                                       |
| 10-10-2017                                                            | Bruxelles                                                             | Belgio                                                                | 4 – 0                                                                 | Cipro                                                                 | Qual. Mondiali 2018                                                   | -                                                                     | 77’                                                                   |
| 10-11-2017                                                            | Bruxelles                                                             | Belgio                                                                | 3 – 3                                                                 | Messico                                                               | Amichevole                                                            | -                                                                     | 46’                                                                   |
| 14-11-2017                                                            | Bruges                                                                | Belgio                                                                | 1 – 0                                                                 | Giappone                                                              | Amichevole                                                            | -                                                                     | 62’                                                                   |
| 27-3-2018                                                             | Bruxelles                                                             | Belgio                                                                | 4 – 0                                                                 | Arabia Saudita                                                        | Amichevole                                                            | 1                                                                     | 84’                                                                   |
| 2-6-2018                                                              | Bruxelles                                                             | Belgio                                                                | 0 – 0                                                                 | Portogallo                                                            | Amichevole                                                            | -                                                                     |                                                                       |
| 6-6-2018                                                              | Bruxelles                                                             | Belgio                                                                | 3 – 0                                                                 | Egitto                                                                | Amichevole                                                            | -                                                                     |                                                                       |
| 11-6-2018                                                             | Bruxelles                                                             | Belgio                                                                | 4 – 1                                                                 | Costa Rica                                                            | Amichevole                                                            | -                                                                     | 71’                                                                   |
| 18-6-2018                                                             | Soči                                                                  | Belgio                                                                | 3 – 0                                                                 | Panama                                                                | Mondiali 2018 - 1º turno                                              | -                                                                     | 88’                                                                   |
| 23-6-2018                                                             | Mosca                                                                 | Belgio                                                                | 5 – 2                                                                 | Tunisia                                                               | Mondiali 2018 - 1º turno                                              | -                                                                     |                                                                       |
| 2-7-2018                                                              | Rostov                                                                | Belgio                                                                | 3 – 2                                                                 | Giappone                                                              | Mondiali 2018 - Ottavi di finale                                      | -                                                                     |                                                                       |
| 6-7-2018                                                              | Kazan'                                                                | Brasile                                                               | 1 – 2                                                                 | Belgio                                                                | Mondiali 2018 - Quarti di finale                                      | 1                                                                     |                                                                       |
| 10-7-2018                                                             | San Pietroburgo                                                       | Francia                                                               | 1 – 0                                                                 | Belgio                                                                | Mondiali 2018 - Semifinale                                            | -                                                                     |                                                                       |
| 14-7-2018                                                             | San Pietroburgo                                                       | Belgio                                                                | 2 – 0                                                                 | Inghilterra                                                           | Mondiali 2018 - Finale 3º posto                                       | -                                                                     |                                                                       |
| 8–6-2019                                                              | Bruxelles                                                             | Belgio                                                                | 3 – 0                                                                 | Kazakistan                                                            | Qual. Euro 2020                                                       | -                                                                     | 68’                                                                   |
| 11-6-2019                                                             | Bruxelles                                                             | Belgio                                                                | 3 – 0                                                                 | Scozia                                                                | Qual. Euro 2020                                                       | 1                                                                     | 34’                                                                   |
| 6-9-2019                                                              | Serravalle                                                            | San Marino                                                            | 0 – 4                                                                 | Belgio                                                                | Qual. Euro 2020                                                       | -                                                                     | cap. 76’                                                              |
| 9-9-2019                                                              | Glasgow                                                               | Scozia                                                                | 0 – 4                                                                 | Belgio                                                                | Qual. Euro 2020                                                       | 1                                                                     | cap.                                                                  |
| 16-11-2019                                                            | San Pietroburgo                                                       | Russia                                                                | 1 – 4                                                                 | Belgio                                                                | Qual. Euro 2020                                                       | -                                                                     |                                                                       |
| 19-11-2019                                                            | Bruxelles                                                             | Belgio                                                                | 6 – 1                                                                 | Cipro                                                                 | Qual. Euro 2020                                                       | 2                                                                     | 68’                                                                   |
| 8-9-2020                                                              | Bruxelles                                                             | Belgio                                                                | 5 – 1                                                                 | Islanda                                                               | UEFA Nations League 2020-2021 - 1º turno                              | -                                                                     | 80’                                                                   |
| 11-10-2020                                                            | Londra                                                                | Inghilterra                                                           | 2 – 1                                                                 | Belgio                                                                | UEFA Nations League 2020-2021 - 1º turno                              | -                                                                     | cap. 73’                                                              |
| 15-11-2020                                                            | Lovanio                                                               | Belgio                                                                | 2 – 0                                                                 | Inghilterra                                                           | UEFA Nations League 2020-2021 - 1º turno                              | -                                                                     |                                                                       |
| 18-11-2020                                                            | Lovanio                                                               | Belgio                                                                | 4 – 2                                                                 | Danimarca                                                             | UEFA Nations League 2020-2021 - 1º turno                              | 1                                                                     |                                                                       |
| 24-3-2021                                                             | Lovanio                                                               | Belgio                                                                | 3 – 1                                                                 | Galles                                                                | Qual. Mondiali 2022                                                   | 1                                                                     |                                                                       |
| 27-3-2021                                                             | Praga                                                                 | Rep. Ceca                                                             | 1 – 1                                                                 | Belgio                                                                | Qual. Mondiali 2022                                                   | -                                                                     |                                                                       |
| 17-6-2021                                                             | Copenaghen                                                            | Danimarca                                                             | 1 – 2                                                                 | Belgio                                                                | Euro 2020 - 1º turno                                                  | 1                                                                     | 46’                                                                   |
| 21-6-2021                                                             | San Pietroburgo                                                       | Finlandia                                                             | 0 – 2                                                                 | Belgio                                                                | Euro 2020 - 1º turno                                                  | -                                                                     | 90+1’                                                                 |
| 27-6-2021                                                             | Siviglia                                                              | Belgio                                                                | 1 – 0                                                                 | Portogallo                                                            | Euro 2020 - Ottavi di finale                                          | -                                                                     | 48’                                                                   |
| 2-7-2021                                                              | Monaco di Baviera                                                     | Belgio                                                                | 1 – 2                                                                 | Italia                                                                | Euro 2020 - Quarti di finale                                          | -                                                                     |                                                                       |
| 7-10-2021                                                             | Torino                                                                | Belgio                                                                | 2 – 3                                                                 | Francia                                                               | UEFA Nations League 2020-2021 - Semifinale                            | -                                                                     |                                                                       |
| 10-10-2021                                                            | Torino                                                                | Italia                                                                | 2 – 1                                                                 | Belgio                                                                | UEFA Nations League 2020-2021 - Finale 3º posto                       | -                                                                     | 59’                                                                   |
| 13-11-2021                                                            | Bruxelles                                                             | Belgio                                                                | 3 – 1                                                                 | Estonia                                                               | Qual. Mondiali 2022                                                   | -                                                                     | 83’                                                                   |
| 16-11-2021                                                            | Cardiff                                                               | Galles                                                                | 1 – 1                                                                 | Belgio                                                                | Qual. Mondiali 2022                                                   | 1                                                                     | cap.                                                                  |
| 3-6-2022                                                              | Bruxelles                                                             | Belgio                                                                | 1 – 4                                                                 | Paesi Bassi                                                           | UEFA Nations League 2022-2023 - 1º turno                              | -                                                                     |                                                                       |
| 8-6-2022                                                              | Bruxelles                                                             | Belgio                                                                | 6 – 1                                                                 | Polonia                                                               | UEFA Nations League 2022-2023 - 1º turno                              | 1                                                                     | 84’                                                                   |
| 11-6-2022                                                             | Cardiff                                                               | Galles                                                                | 1 – 1                                                                 | Belgio                                                                | UEFA Nations League 2022-2023 - 1º turno                              | -                                                                     | cap. 72’                                                              |
| 22-9-2022                                                             | Bruxelles                                                             | Belgio                                                                | 2 – 1                                                                 | Galles                                                                | UEFA Nations League 2022-2023 - 1º turno                              | 1                                                                     | 90+1’                                                                 |
| 25-9-2022                                                             | Amsterdam                                                             | Paesi Bassi                                                           | 1 – 0                                                                 | Belgio                                                                | UEFA Nations League 2022-2023 - 1º turno                              | -                                                                     |                                                                       |
| 18-11-2022                                                            | Al Kuwait                                                             | Belgio                                                                | 1 – 2                                                                 | Egitto                                                                | Amichevole                                                            | -                                                                     | 46’                                                                   |
| 23-11-2022                                                            | Al Rayyan                                                             | Belgio                                                                | 1 – 0                                                                 | Canada                                                                | Mondiali 2022 - 1º turno                                              | -                                                                     |                                                                       |
| 27-11-2022                                                            | Doha                                                                  | Belgio                                                                | 0 – 2                                                                 | Marocco                                                               | Mondiali 2022 - 1º turno                                              | -                                                                     |                                                                       |
| 1-12-2022                                                             | Al Rayyan                                                             | Croazia                                                               | 0 – 0                                                                 | Belgio                                                                | Mondiali 2022 - 1º turno                                              | -                                                                     | cap.                                                                  |
| 24-3-2023                                                             | Solna                                                                 | Svezia                                                                | 0 – 3                                                                 | Belgio                                                                | Qual. Euro 2024                                                       | -                                                                     | cap.                                                                  |
| 28-3-2023                                                             | Colonia                                                               | Germania                                                              | 2 – 3                                                                 | Belgio                                                                | Amichevole                                                            | 1                                                                     | 80’                                                                   |
| 5-6-2024                                                              | Bruxelles                                                             | Belgio                                                                | 2 – 0                                                                 | Montenegro                                                            | Amichevole                                                            | 1                                                                     | cap. 46’                                                              |
| 8-6-2024                                                              | Bruxelles                                                             | Belgio                                                                | 3 – 0                                                                 | Lussemburgo                                                           | Amichevole                                                            | -                                                                     | cap. 73’                                                              |
| 17-6-2024                                                             | Francoforte sul Meno                                                  | Belgio                                                                | 0 – 1                                                                 | Slovacchia                                                            | Euro 2024 - 1º turno                                                  | -                                                                     | cap.                                                                  |
| 22-6-2024                                                             | Colonia                                                               | Belgio                                                                | 2 – 0                                                                 | Romania                                                               | Euro 2024 - 1º turno                                                  | 1                                                                     | cap.                                                                  |
| 26-6-2024                                                             | Stoccarda                                                             | Ucraina                                                               | 0 – 0                                                                 | Belgio                                                                | Euro 2024 - 1º turno                                                  | -                                                                     | cap.                                                                  |
| 1-7-2024                                                              | Düsseldorf                                                            | Francia                                                               | 1 – 0                                                                 | Belgio                                                                | Euro 2024 - Ottavi di finale                                          | -                                                                     | cap.                                                                  |
| 6-9-2024                                                              | Debrecen                                                              | Belgio                                                                | 3 – 1                                                                 | Israele                                                               | UEFA Nations League 2024-2025 - 1º turno                              | 2                                                                     | cap. 77’                                                              |
| 9-9-2024                                                              | Lione                                                                 | Francia                                                               | 2 – 0                                                                 | Belgio                                                                | UEFA Nations League 2024-2025 - 1º turno                              | -                                                                     | cap.                                                                  |
| 20-3-2025                                                             | Murcia                                                                | Ucraina                                                               | 3 – 1                                                                 | Belgio                                                                | UEFA Nations League 2024-2025 - Play-off                              | -                                                                     | 70’                                                                   |
| 23-3-2025                                                             | Genk                                                                  | Belgio                                                                | 3 – 0                                                                 | Ucraina                                                               | UEFA Nations League 2024-2025 - Play-off                              | -                                                                     | cap.                                                                  |
| 6-6-2025                                                              | Skopje                                                                | Macedonia del Nord                                                    | 1 – 1                                                                 | Belgio                                                                | Qual. Mondiali 2026                                                   | -                                                                     | 57’                                                                   |
| 9-6-2025                                                              | Bruxelles                                                             | Belgio                                                                | 4 – 3                                                                 | Galles                                                                | Qual. Mondiali 2026                                                   | 1                                                                     | 89’                                                                   |
| Totale                                                                |                                                                       | Presenze (6º posto)                                                   | 111                                                                   |                                                                       | Reti (3º posto)                                                       | 31                                                                    |                                                                       |

| Cronologia completa delle presenze e delle reti in nazionale ― Belgio under 21 | Cronologia completa delle presenze e delle reti in nazionale ― Belgio under 21 | Cronologia completa delle presenze e delle reti in nazionale ― Belgio under 21 | Cronologia completa delle presenze e delle reti in nazionale ― Belgio under 21 | Cronologia completa delle presenze e delle reti in nazionale ― Belgio under 21 | Cronologia completa delle presenze e delle reti in nazionale ― Belgio under 21 | Cronologia completa delle presenze e delle reti in nazionale ― Belgio under 21 | Cronologia completa delle presenze e delle reti in nazionale ― Belgio under 21 |
| Data                                                                           | Città                                                                          | In casa                                                                        | Risultato                                                                      | Ospiti                                                                         | Competizione                                                                   | Reti                                                                           | Note                                                                           |
| ------------------------------------------------------------------------------ | ------------------------------------------------------------------------------ | ------------------------------------------------------------------------------ | ------------------------------------------------------------------------------ | ------------------------------------------------------------------------------ | ------------------------------------------------------------------------------ | ------------------------------------------------------------------------------ | ------------------------------------------------------------------------------ |
| 24-3-2011                                                                      | Deinze                                                                         | Belgio under 21                                                                | 1 – 0                                                                          | Scozia under 21                                                                | Amichevole                                                                     | -                                                                              | 90’                                                                            |
| 28-3-2011                                                                      | Beringen                                                                       | Belgio under 21                                                                | 0 – 1                                                                          | Grecia under 21                                                                | Amichevole                                                                     | -                                                                              | 83’                                                                            |
| Totale                                                                         |                                                                                | Presenze                                                                       | 2                                                                              |                                                                                | Reti                                                                           | 0                                                                              |                                                                                |

## Palmarès

### Club

#### Competizioni nazionali
- Coppa del Belgio: 1

Genk: 2008-2009
- Campionato belga: 1

Genk: 2010-2011
- Supercoppa del Belgio: 1

Genk: 2011
- Coppa di Germania: 1

Wolfsburg: 2014-2015
- Supercoppa di Germania: 1

Wolfsburg: 2015
- Coppa di Lega inglese: 5

Manchester City: 2015-2016, 2017-2018, 2018-2019, 2019-2020, 2020-2021
- Campionato inglese: 6

Manchester City: 2017-2018, 2018-2019, 2020-2021, 2021-2022, 2022-2023, 2023-2024
- Community Shield: 3

Manchester City: 2018, 2019, 2024
- Coppa d'Inghilterra: 2

Manchester City: 2018-2019, 2022-2023

#### Competizioni internazionali
- UEFA Champions League: 1

Manchester City: 2022-2023
- Supercoppa UEFA: 1

Manchester City: 2023
- Coppa del mondo per club: 1

Manchester City: 2023

### Individuale
- Giovane dell'anno della Bundesliga: 1

2012-2013
- Giocatore dell'anno della Bundesliga: 1

2014-2015
- Squadra dell'anno della Bundesliga: 1

2014-2015
- Squadra della stagione della UEFA Europa League: 1

2014-2015
- Calciatore dell'anno in Germania: 1

2015
- Squadra dell'anno di France Football: 1

2015
- Sportivo belga dell'anno: 1

2015
- Capocannoniere della English Football League Cup: 1

2015-2016 (5 gol)
- Squadra maschile dell'anno IFFHS: 6

2017, 2019, 2020, 2021, 2022, 2023
- Squadra dell'anno UEFA: 3

2017, 2019, 2020
- Squadra dell'anno PFA: 5

2017-2018, 2019-2020, 2020-2021, 2021-2022, 2022-2023
- Playmaker dell'anno della Premier League: 3

2017-2018, 2019-2020, 2022-2023
- Squadra della stagione della UEFA Champions League: 6

2017-2018, 2018-2019, 2019-2020, 2020-2021, 2021-2022, 2022-2023
- ESM Team of the Year: 5

2017-2018, 2019-2020, 2020-2021, 2021-2022, 2022-2023
- All-Star Team del campionato mondiale: 1

Russia 2018
- Calciatore dell'anno della Premier League: 2

2019-2020, 2021-2022
- Calciatore dell'anno PFA: 2

2019-2020, 2020-2021
- UEFA Club Football Awards: 1

Miglior centrocampista: 2019-2020
- Squadra maschile UEFA del decennio 2011-2020 IFFHS: 1

2020
- Miglior costruttore di gioco dell'anno IFFHS: 3

2020, 2021, 2023
- FIFA FIFPro World XI: 5

2020, 2021, 2022, 2023, 2024